# Lagenaria sphaerica
Lagenaria sphaerica é uma espécie de Lagenaria encontrada desde a Somália e África Oriental até leste da República Democrática do Congo, e África do Sul; é também encontrado no Camarões e Madagáscar.

## Sinônimos
Sinônimos aceitos:
- Lagenaria mascarena Naudin
- Luffa sphaerica Sond.
- Sphaerosicyos sphaericus (Sond.) Hook. f.

## Usos
As folhas que não amargas são usadas como alimento no Malawi e Zimbábue assim como os frutos jovens. Uma vez maduros, os frutos são venenosos.